# Yosano
Yosano (与謝野町 Yosano-chō?) es un pueblo localizado en la prefectura de Kioto, Japón. En junio de 2019 tenía una población de 20.286 habitantes y una densidad de población de 187 personas por km². Su área total es de 108,38 km².

## Geografía

### Localidades circundantes
- Prefectura de Kioto
  - Fukuchiyama
  - Miyazu
  - Kyōtango
- Prefectura de Hyōgo
  - Toyooka

## Demografía
Según datos del censo japonés, la población de Yosano ha disminuido en los últimos años.
| Año del censo | Población |
| ------------- | --------- |
| 1995          | 25.939    |
| 2000          | 25.593    |
| 2005          | 24.906    |
| 2010          | 23.454    |
| 2015          | 21.834    |